# Lærdalselva
Die Lærdalselva ist ein Fluss in Vestland in Norwegen. Er fließt durch den westlichen Teil des Filefjells und das Hemsedalsfjell und mündet in den Lærdalsfjord, einen südlichen Seitenarm des inneren Sognefjords.
Das Einzugsgebiet umfasst 1.183 km². Der Fluss stellt einen Teil des Flusssystems Lærdalsvassdraget dar, das größte im ehemaligen Fylke Sogn og Fjordane.
Die Lærdalselva gehört zu den bekanntesten Lachsflüssen Norwegens. Der Fluss wurde in den letzten 100 Jahren von zahlreichen Prominenten frequentiert. Norwegens König Harald V. hatte seit den 1970er-Jahren regelmäßig in dem Fluss gefischt. Die reiche Tradition des Sportfischens und Angelns begann mit den britischen Lords in den 1850er-Jahren.
Der Fluss wurde oft die „Königin der Lachsflüsse“ genannt. Bei der Eröffnung des Norwegischen Wildlachs-Zentrums bezeichnete König Harald V. den Fluss als seine zweite Königin.
Im Jahr 1996 befiel der Lachsparasit Gyrodactylus salaris die Lachspopulation der Lærdalselva. Im Jahr 1997 wurde der Fluss mit Rotenon behandelt, was zum Verlust von 12 Tonnen Lachs und Meerforelle in dem Gewässer führte. Der Parasit tauchte jedoch sechs bis sieben Jahre später wieder auf und wurde daraufhin im Herbst 2005 und Frühjahr 2006 mit saurem Aluminium bekämpft. Dennoch wurde der Parasit im Oktober 2007 16 km von der Mündung entfernt in einem jungen Lachs entdeckt. Im April 2008 wurde die Lærdalselva sowie der benachbarte Fluss Erdalselva wieder mit saurem Aluminium behandelt. Inzwischen sind wieder Sportfischer am Fluss.
Die Lærdalselva hat das von ihr durchflossene Tal sehr geprägt. Die Geschichte erzählt von häufig auftretenden und gelegentlich gewaltigen Fluten. Der Fluss änderte oft seinen Lauf. 1890 wurden Maßnahmen zur Zähmung des Flusses ergriffen. Dennoch gab es seitdem mehrere Überschwemmungen. Die größten registrierten passierten 1920 und 1924. Im Mai 1971 trat ebenfalls eine große Überschwemmung auf. Deren Abflussmengen wurden auf 480–660 Kubikmeter pro Sekunde geschätzt.

## Wasserkraftnutzung
Das Borgund kraftverk, das zwischen 1971 und 1978 gebaut wurde, produziert mit drei Wasserkraftwerken an der Lærdalselva etwa 1.160 GWh jährlich.
| Name                   | Leistung in MW | Jahres- leistung in GWh | Fallhöhe in m | Betreiber      |
| ---------------------- | -------------- | ----------------------- | ------------- | -------------- |
| Øljusjøen kraftstasjon | 28             | 42                      | 220           | Østfold Energi |
| Borgund kraftstasjon   | 186            | 955                     | 873           | Østfold Energi |
| Stuvane kraftstasjon   | 38             | 163                     | 164           | Østfold Energi |